# Kenderes
Kenderes város Jász-Nagykun-Szolnok vármegye Karcagi járásában.

## Fekvése
Az Alföld szívében fekszik, Szolnok és Debrecen között, de előbbihez lényegesen közelebb. Távolsága közúton Szolnoktól 38, Debrecentől 85, Budapesttől és Miskolctól 145, Szegedtől pedig 132 kilométer.
A közvetlenül szomszédos települések: észak felől Kunhegyes, kelet felől Karcag, délkelet felől Kisújszállás, délnyugat felől Örményes, nyugat felől Fegyvernek, északnyugat felől pedig Tiszabő és Tiszagyenda.
Különálló településrésze Bánhalma, mely a központjától mintegy 8 kilométerre északnyugatra helyezkedik el.

### Megközelítése
Legfontosabb közúti megközelítési útvonala a 4-es főút, mely áthalad a központján, így ezen érhető el a legegyszerűbben Budapest-Szolnok és Debrecen felől is. Bánhalmán viszont a térség egy másik fontos útvonala, a 34-es főút halad át, amely északi irányban Tiszafüreddel, dél felé pedig Fegyvernekkel köti össze a településrészt. Kenderes központja és Bánhalma között a 3404-es út biztosít közúti összeköttetést.
Autóbusszal Abádszalók, Békéscsaba, Eger, Gyöngyös, Gyula, Karcag, Mezőkövesd, Miskolc, Szeged, Szentes, Szolnok, Tiszafüred felől is megközelíthető a Volánbusz járataival.
A hazai vasútvonalak közül Kenderest a Kál-Kápolna–Kisújszállás-vasútvonal érinti, melynek egy megállási pontja van itt; Kenderes vasútállomás a belterület északkeleti szélén helyezkedik el, közúti elérését a 3404-es útból kiágazó 34 304-es számú mellékút (települési nevén Vasút út) biztosítja. [Bánhalma településrésznek saját vasúti megállója létesült a vonalon, Bánhalma-Halastó megállóhely néven, de az már Kunhegyes határai között üzemelt, pár évvel ezelőtti bezárásáig.]
A déli határszéle közelében húzódik a Budapest–Záhony-vasútvonal, melynek régebben egy megállója is volt nem messze Kenderestől, bár már kisújszállási területen: Turgony megállóhely, utóbbinak egykori helye ma is elérhető a településről a 42 304-es számú mellékúton.

## Története
Kenderes magában hordozza az alföldi települések jellegzetességét, hangulatát, amely megnyilvánul a határt beterítő búzamezők és kukoricatáblák, erdősávok, ligetek természeti környezetében és a 90-100 éves vagy ennél régebbi lakóházakban. Népi építészeti emlékként az Országos Műemlékvédelmi Hivatal (OMH) is „jegyzi” a Nap és Hold motívumos, Jókai út 7. szám alatti lakóházat, amelynek egyszerűbb változata még a Jókai út 3. szám alatti épület is.
Lakossága 5000 fő feletti, ebből 900 fő Kenderes külterületi lakott helyén, Bánhalma területén él. A város Jász-Nagykun-Szolnok vármegye középső részén, a Szolnok-Túri-sík északi peremén fekszik a nagykun települések szomszédságában. A 4-es számú (E60-as) főközlekedési út kelet-nyugati irányban kettészeli a helységet. Szomszédai Kunhegyes, Karcag, Kisújszállás, Fegyvernek, Tiszabő és Tiszagyenda.
Története visszanyúlik a réz- és bronzkorba, feltehetően már akkor is lakott terület volt. A település határában fellelhető csernozjom és réti talajok a földművelés korai kialakulásához kínáltak kedvező feltételeket. Kenderesről az első írásos emlék 1352-ből való, ekkor említik oklevélben a falut, amely a kunok birtokába került. A 15. században 1/3-1/3 részben a BOI, Kővári Pál ítélőmesteré, és a budai pálos rend tulajdona lett. Ebben a században Kenderessy Balázs földbirtokos révén a husziták egyik központjává lett. A 17. század második felében a török–tatár hadak pusztításától sokat szenvedett falu később, a 18. század végétől a Magyari-Kossa, a 19. század közepétől pedig a nagybányai Horthy család birtoka is lett.
Az 1771-es úrbérrendezés idején még kizárólag református, módos jobbágyfaluból az 1848-as forradalom idejére Kenderes felerészben katolikus, nagyszámú zsellérség és szegényparasztság lakta településsé vált, mégis ekkor kezdett kibontakozni a helyi ipar és kereskedelem is. A két világháború között a szegény lakosság magas száma ellenére a település látványos fejlődést mutat, amit jórészt a falu szülöttjének, Horthy Miklósnak személyes támogatása eredményezett: középületek, iskolák, vízvezeték- és villanyhálózat létesült, korszerű egészségügyi és szociális ellátás alakult ki.
Mivel a legsúlyosabb társadalmi probléma, a földkérdés nem oldódott meg, az 1945-ös földreform a Magyar Kommunista Párt (MKP) mellé állította a szegényparasztságot, amely a nagybirtokok, köztük a Horthy-uradalom teljes felosztását jelentette. A formálódó új hatalomban a tsz-szervezések és beszolgáltatások azonban kiábrándították a lakosságot. Így az 1956-os forradalom Kenderesen radikálisabb formában zajlott, mint általában a megye településein, amiben szerepet játszott a Horthy-korszak pozitív emlékképe is. Az 1960-as évektől ismét lendületes fejlődés jelei mutatkoztak a községben. A 20. század vége a lakosság-szám csökkenését hozta, de a városvezetés – az EU-csatlakozással is összefüggésben – a lehető legtöbb pozitív eredmény elérését tűzte ki, bízva lakói messzemenő támogatásában, segítségében.

## Közélete

### Polgármesterei
- 1990–1994: Baranyi Mihály (FKgP)[4]
- 1994–1998: Baranyi Mihály (FKgP-KDNP-Gazdakör-MDF)[5]
- 1998–2002: Baranyi Mihály (FKgP)[6]
- 2002–2006: Baranyi Mihály (független)[7]
- 2006–2010: Bogdán Péter (független)[8]
- 2010–2014: Pádár Lászlóné (független)[9]
- 2014–2019: Pádár László Károlyné (Fidesz-KDNP)[10]
- 2019–2022: Bogdán Péter (független)[11]
- 2022–2024: Barabásné Forgács Edit (Fidesz-KDNP)[12]
- 2024– : Barabásné Forgács Edit (Fidesz-KDNP)[1]

A településen 2022. november 20-án időközi polgármester-választást (és képviselő-testületi választást) kellett tartani, mert az addigi képviselő-testület néhány hónappal korábban feloszlatta magát.

## Népesség
A település népességének változása:
| Lakosok száma | 4593 | 4546 | 4321 | 4034 | 4035 | 4027 | 4027 |
|               | 2013 | 2014 | 2018 | 2021 | 2022 | 2023 | 2024 |

2001-ben a település lakosságának 97%-a magyar, 3%-a cigány nemzetiségűnek vallotta magát.
A 2011-es népszámlálás során a lakosok 86,9%-a magyarnak, 5,2% cigánynak, 0,2% németnek mondta magát (13,1% nem nyilatkozott; a kettős identitások miatt a végösszeg nagyobb lehet 100%-nál). A vallási megoszlás a következő volt: római katolikus 42,1%, református 13,3%, görögkatolikus 0,2%, felekezeten kívüli 20,8% (23,1% nem nyilatkozott).
2022-ben a lakosság 92,2%-a vallotta magát magyarnak, 4,7% cigánynak, 0,2% németnek, 0,2% románnak, 0,1% örménynek, 1,4% egyéb, nem hazai nemzetiségűnek (7,8% nem nyilatkozott; a kettős identitások miatt a végösszeg nagyobb lehet 100%-nál). Vallásuk szerint 25,6% volt római katolikus, 10,3% református, 0,2% görög katolikus, 0,1% evangélikus, 0,4% egyéb keresztény, 5,5% egyéb katolikus, 23,7% felekezeten kívüli (34% nem válaszolt).
A római katolikus egyházi közigazgatás szempontjából az egri főegyházmegye része.

## Nevezetességek
- Halasy–Horthy-kastély
- Horthy-kripta
- Tengerészeti Múzeum
- Horthy Liget

## Híres emberek
- Itt született Kiss Ferenc, (1862. december 4. –) lelkész.
- Itt született vitéz nagybányai Horthy Miklós, (1868. június 18. Estoril, Portugália, 1957. február 9.) a Magyar Királyság kormányzója. A családi sírboltban nyugszik ő, felesége, valamint fiai, vitéz nagybányai Horthy István kormányzóhelyettes és ifjabb Horthy Miklós.
- Itt született Antal István, (1896. február 18. – Budapest, 1975. október 11.) politikus, a Sztójay-kormány igazságügy-, valamint vallás- és közoktatásügyi minisztere.
- Itt született Földes Jolán, (1902. december 20. – London, 1963. október) írónő.
- Itt született Horváth Bálint, (1937. október 17. – 2020. július 28.) magyar operaénekes (tenor), érdemes művész.

## Testvértelepülés
- Csíkszentmárton, Románia
- Kisszeben, Szlovákia
- Predappio, Olaszország
- Kozy, Lengyelország
- Szentmihálykörtvélyes (Грушеве / Hruseve), Ukrajna[16]

## Képgaléria

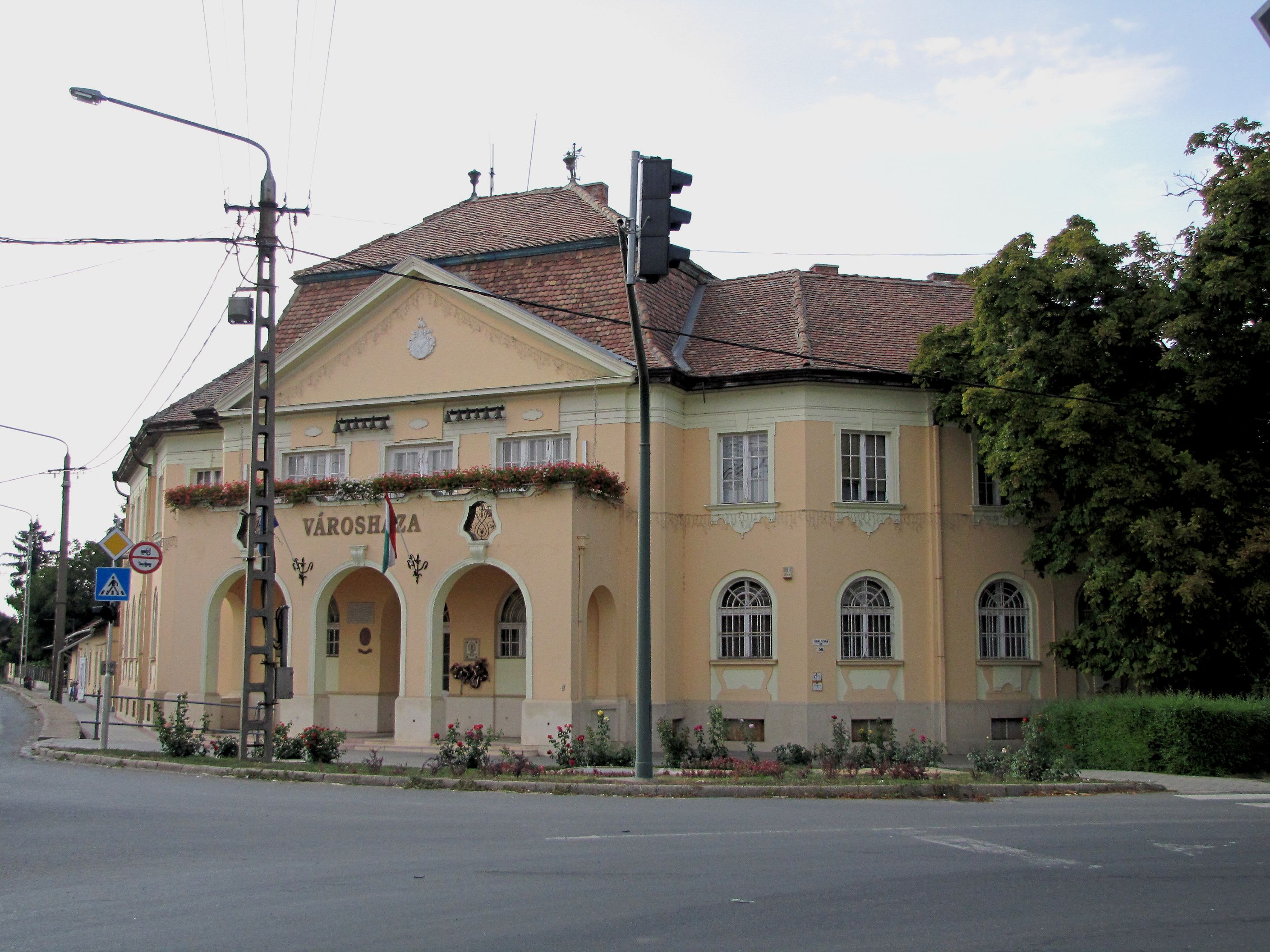
Városháza
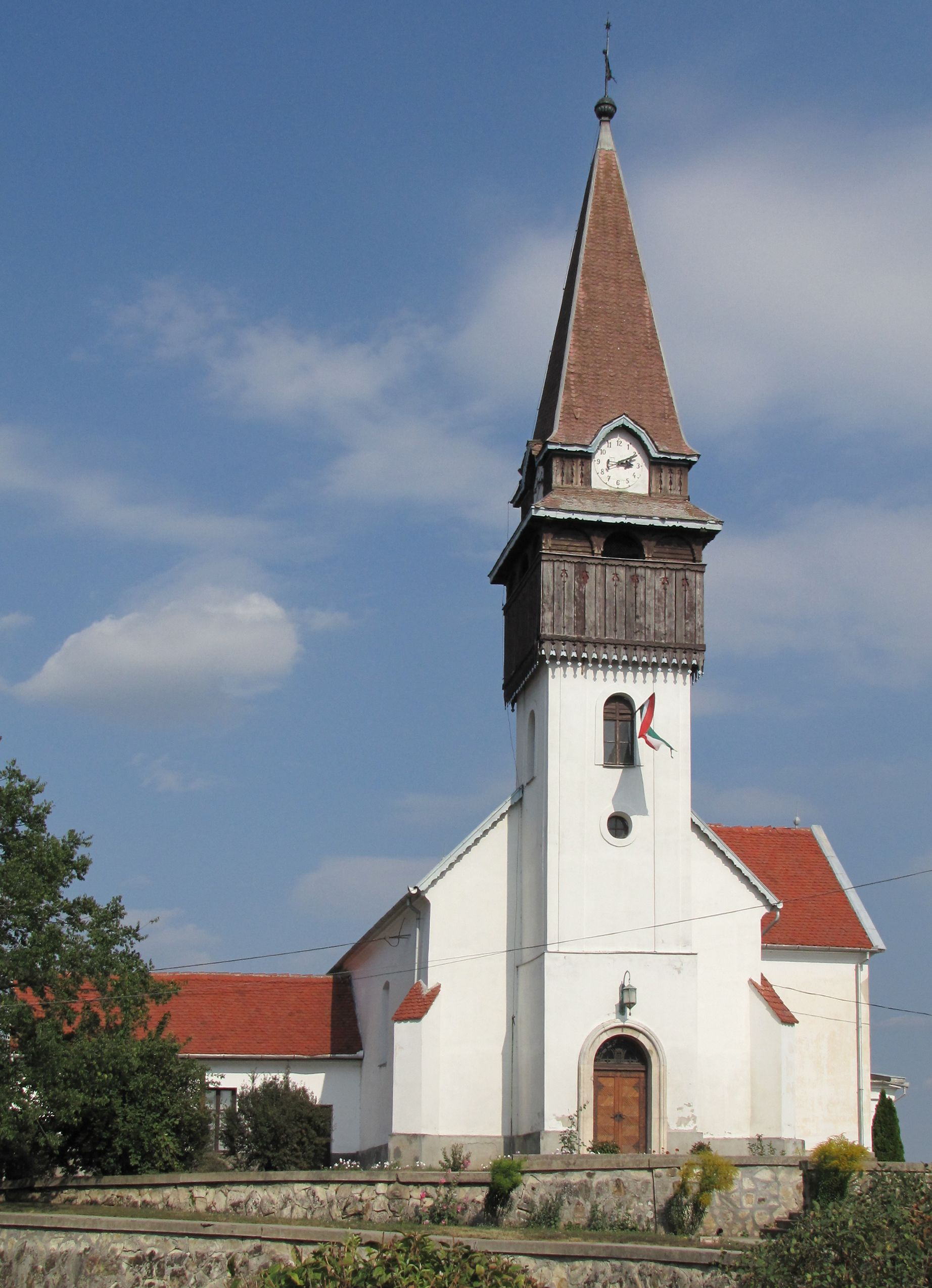
Református templom
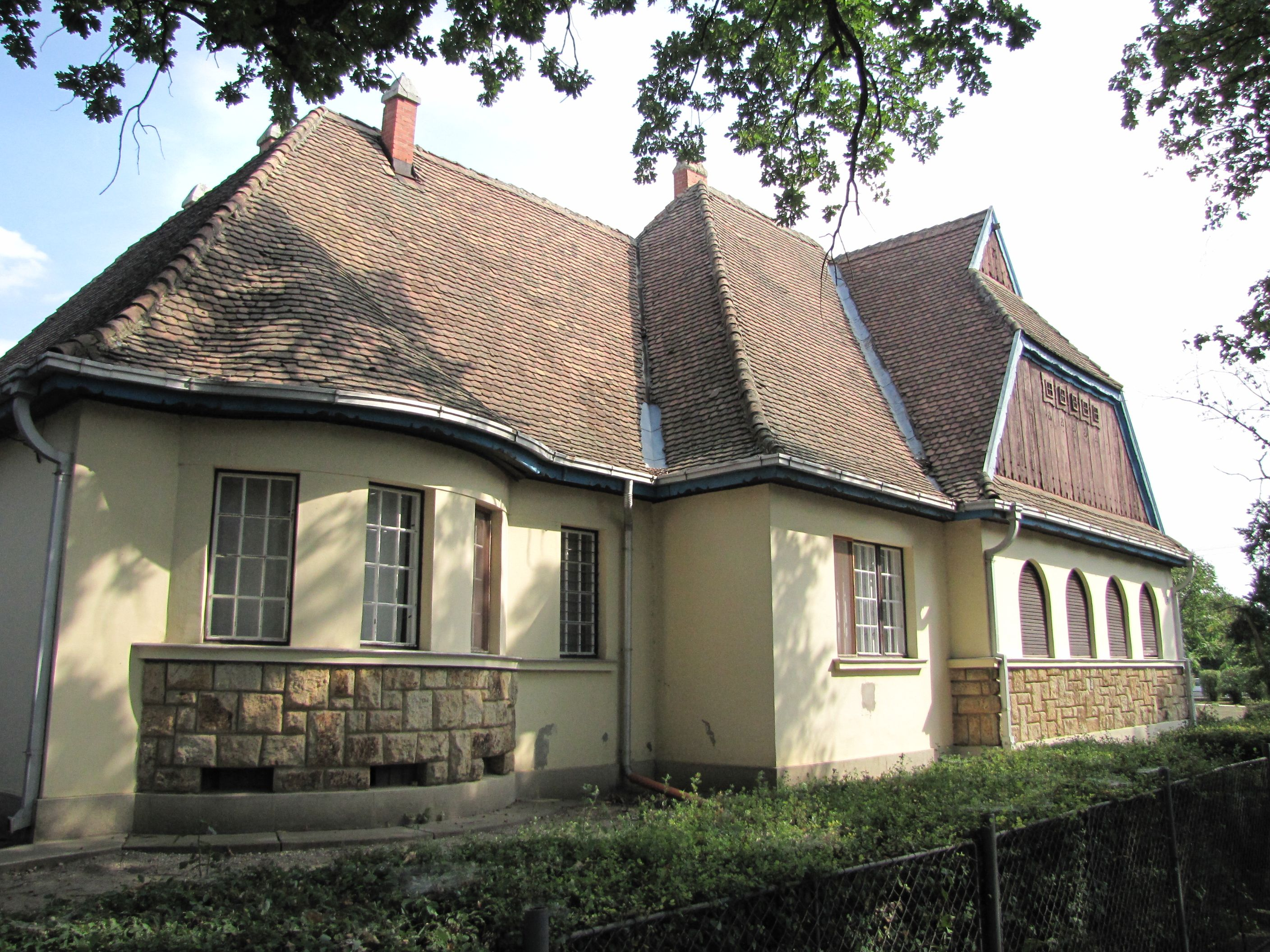
Református parókia
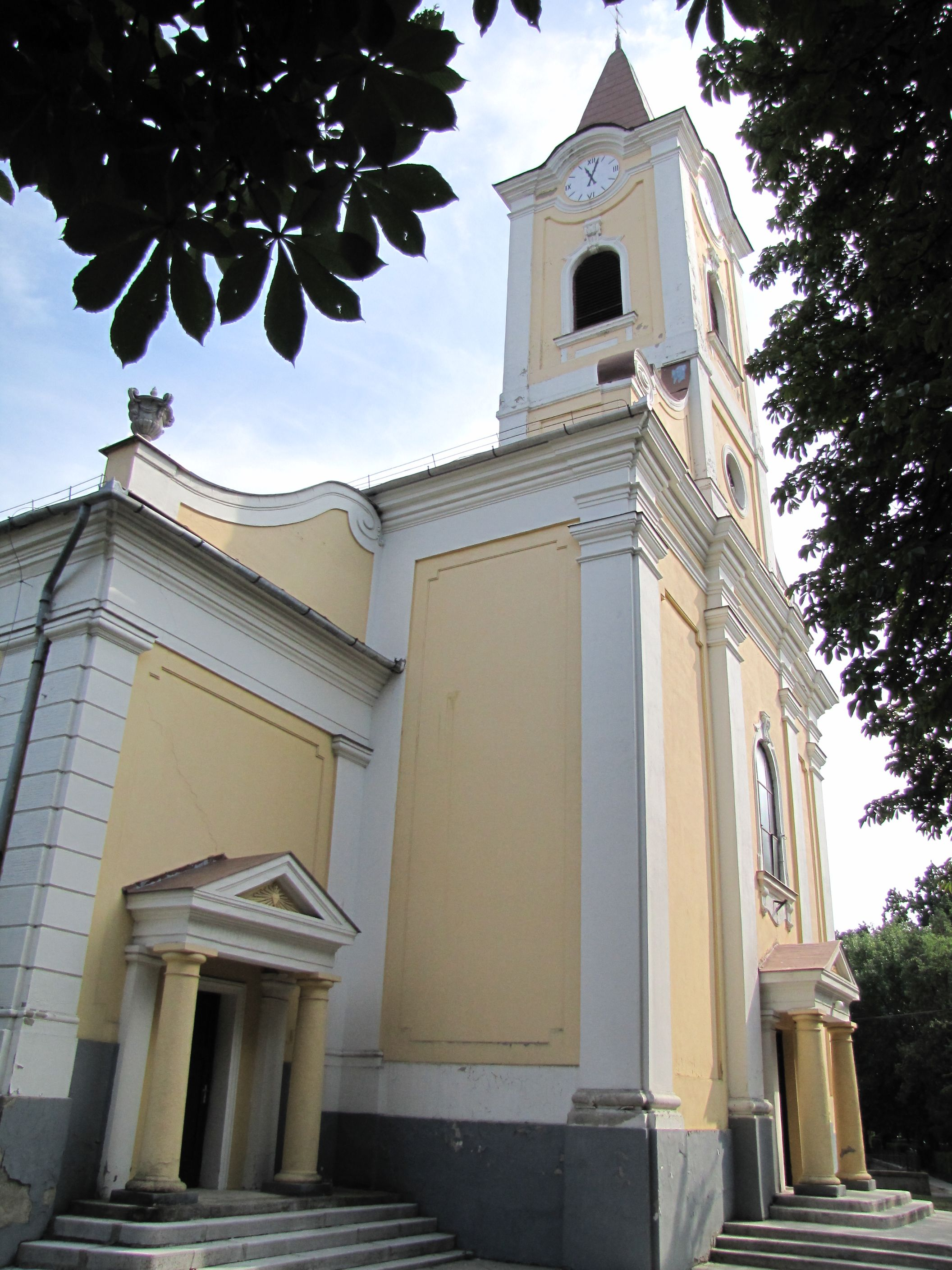
Római katolikus templom
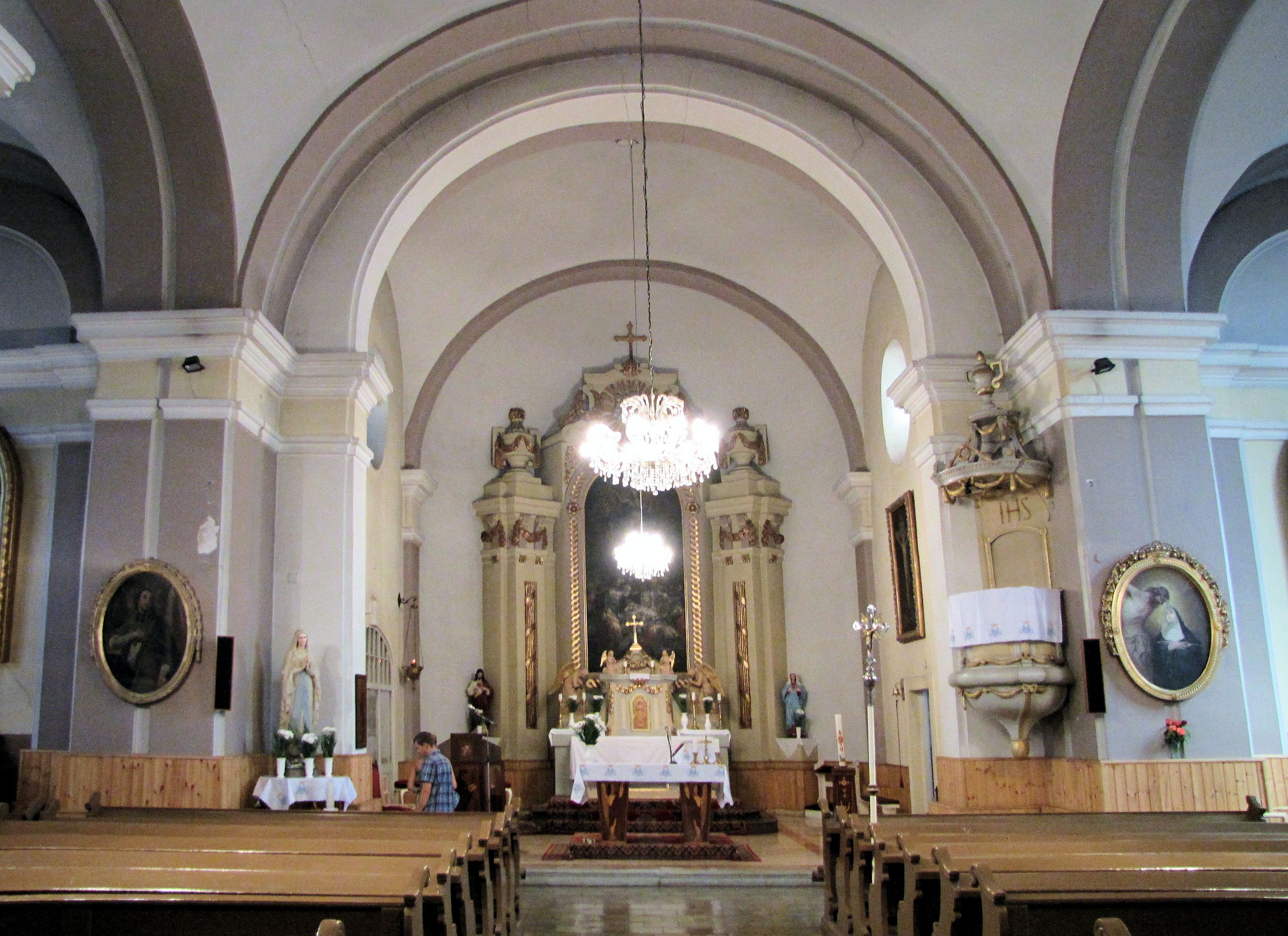
A katolikus templom belső tere
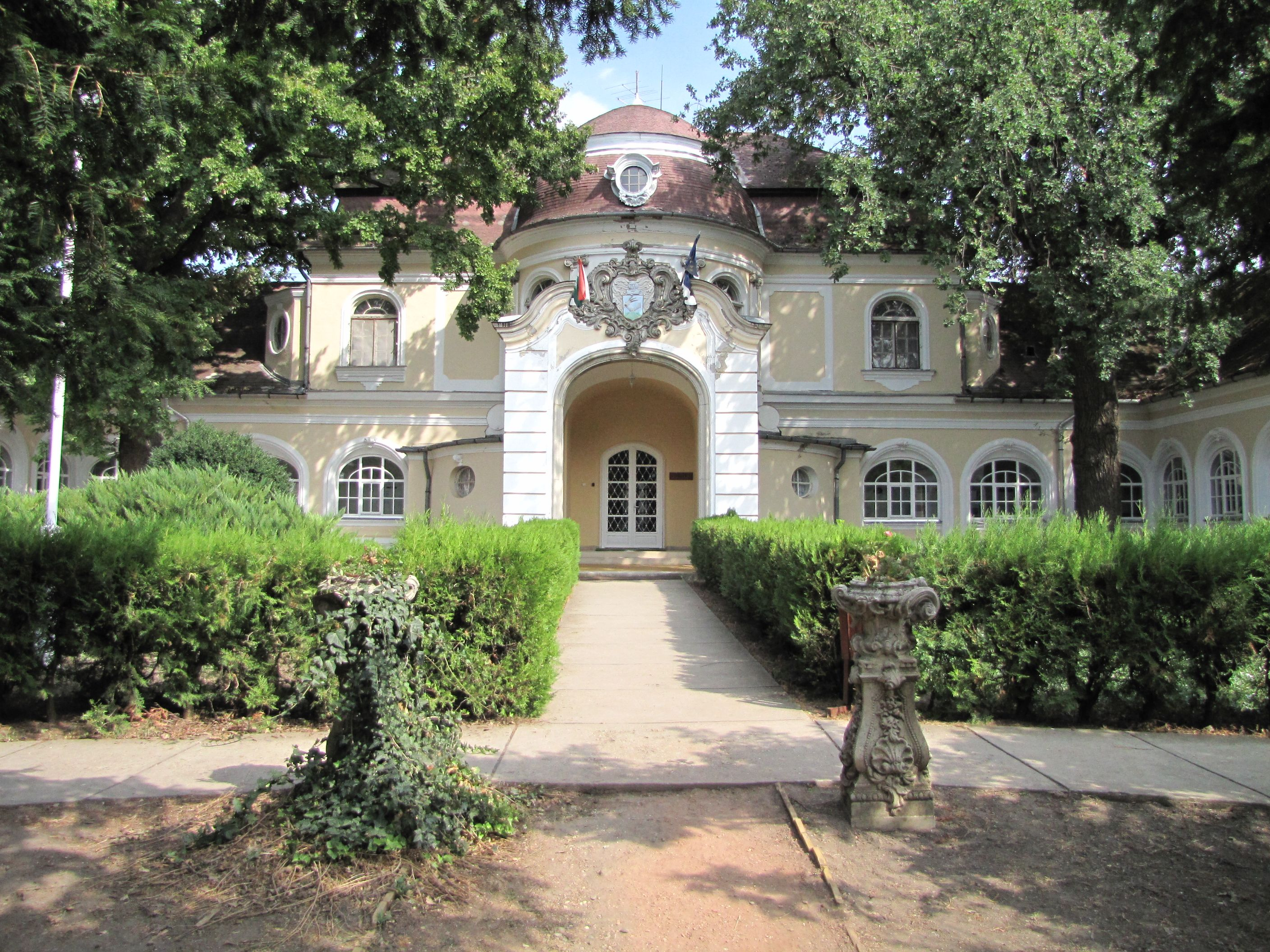
A Horthy-kastély főhomlokzata
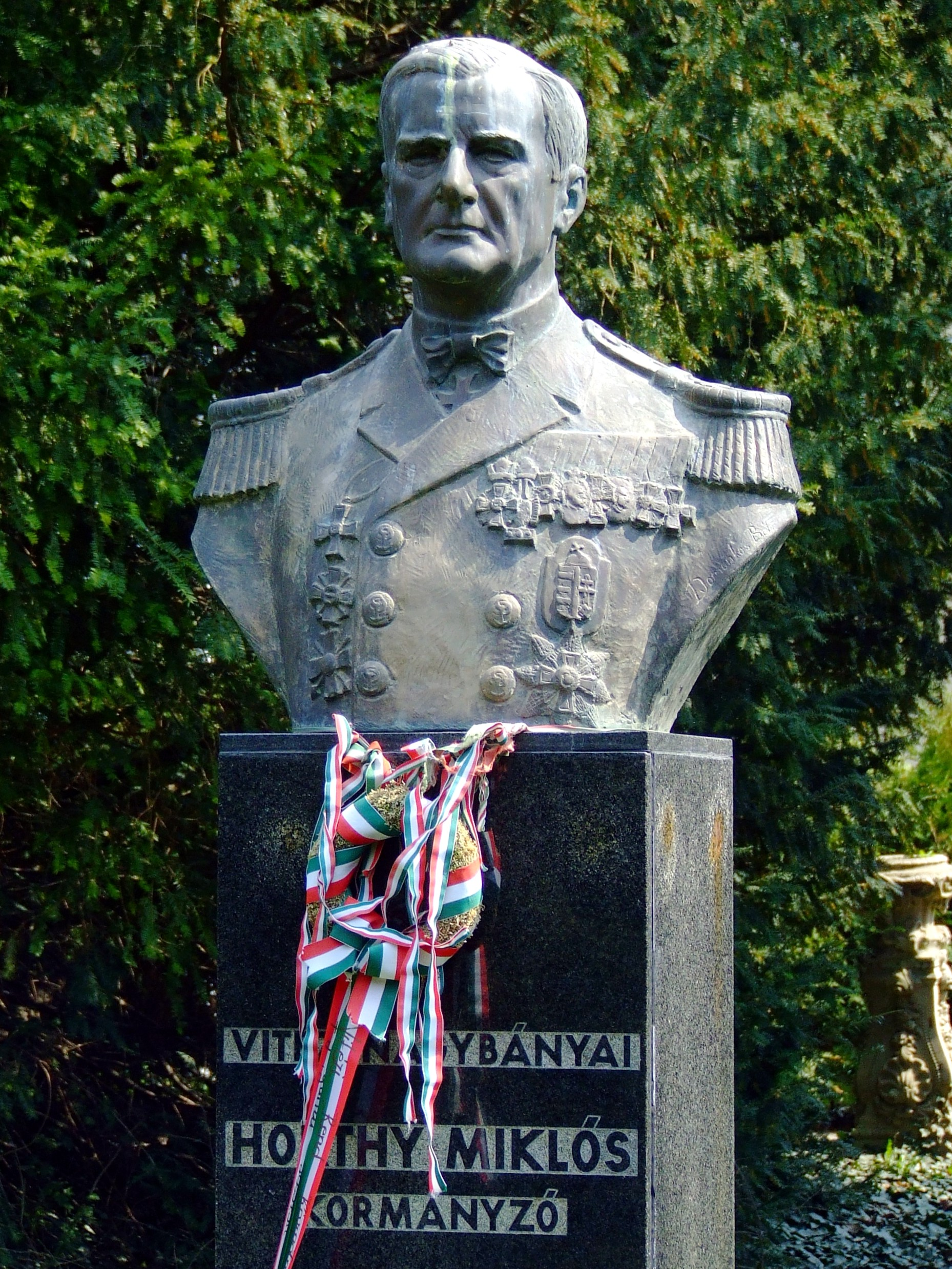
Horthy Miklós mellszobra a kastély előtt
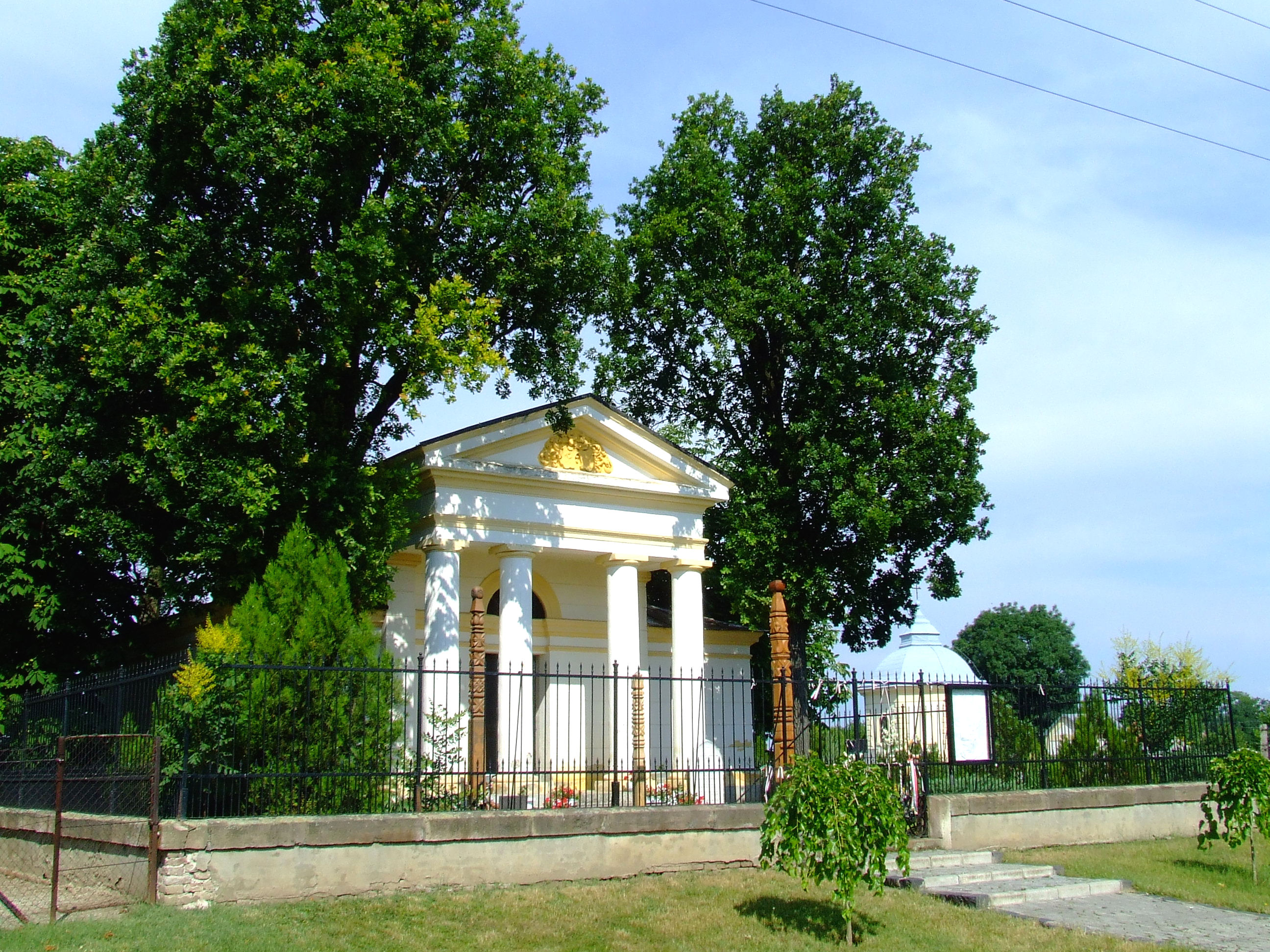
A Horthy család kriptája a kenderesi köztemetőben
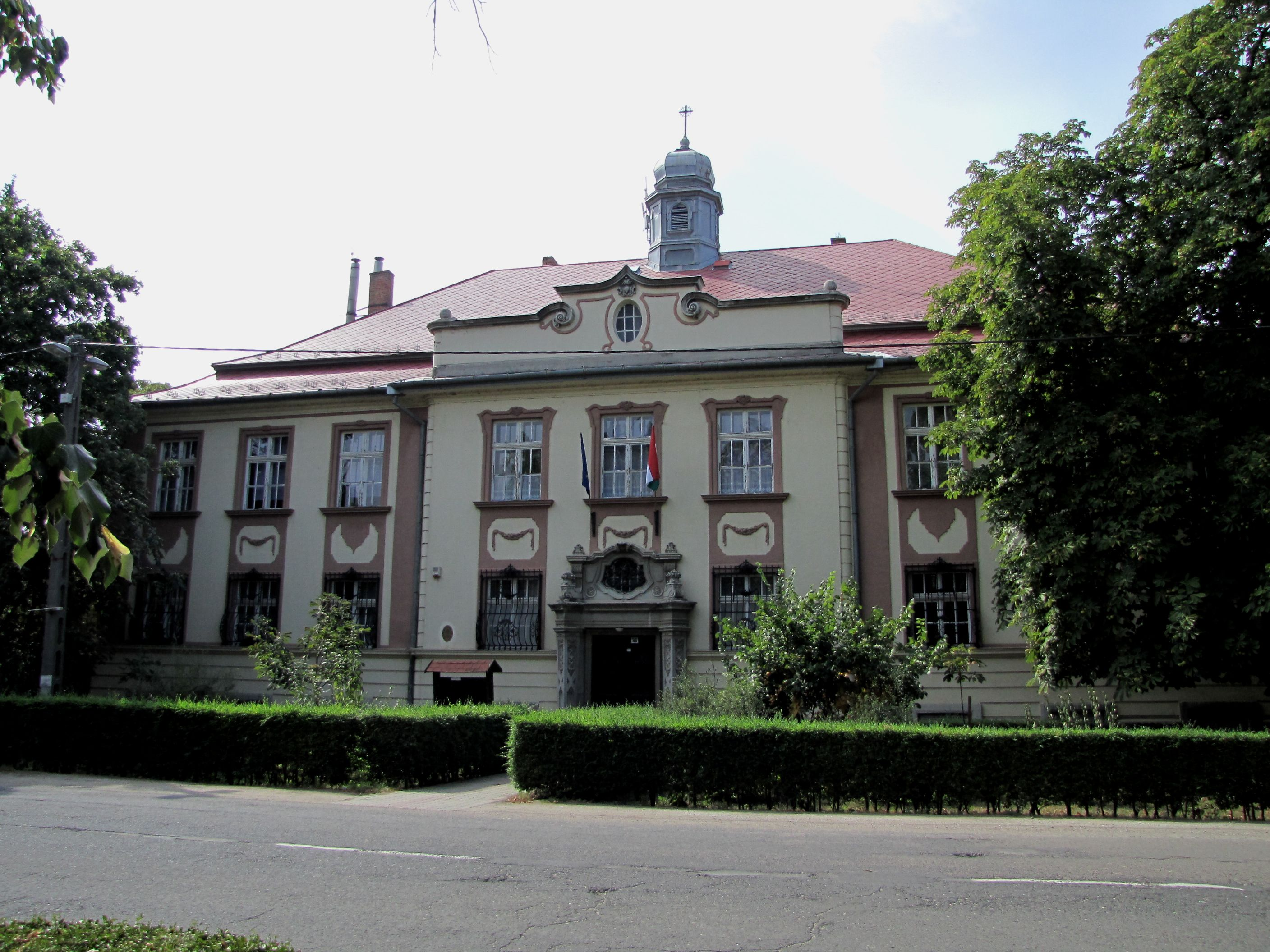
Általános iskola (eredetileg apácazárda) a Horthy-kastéllyal szemben
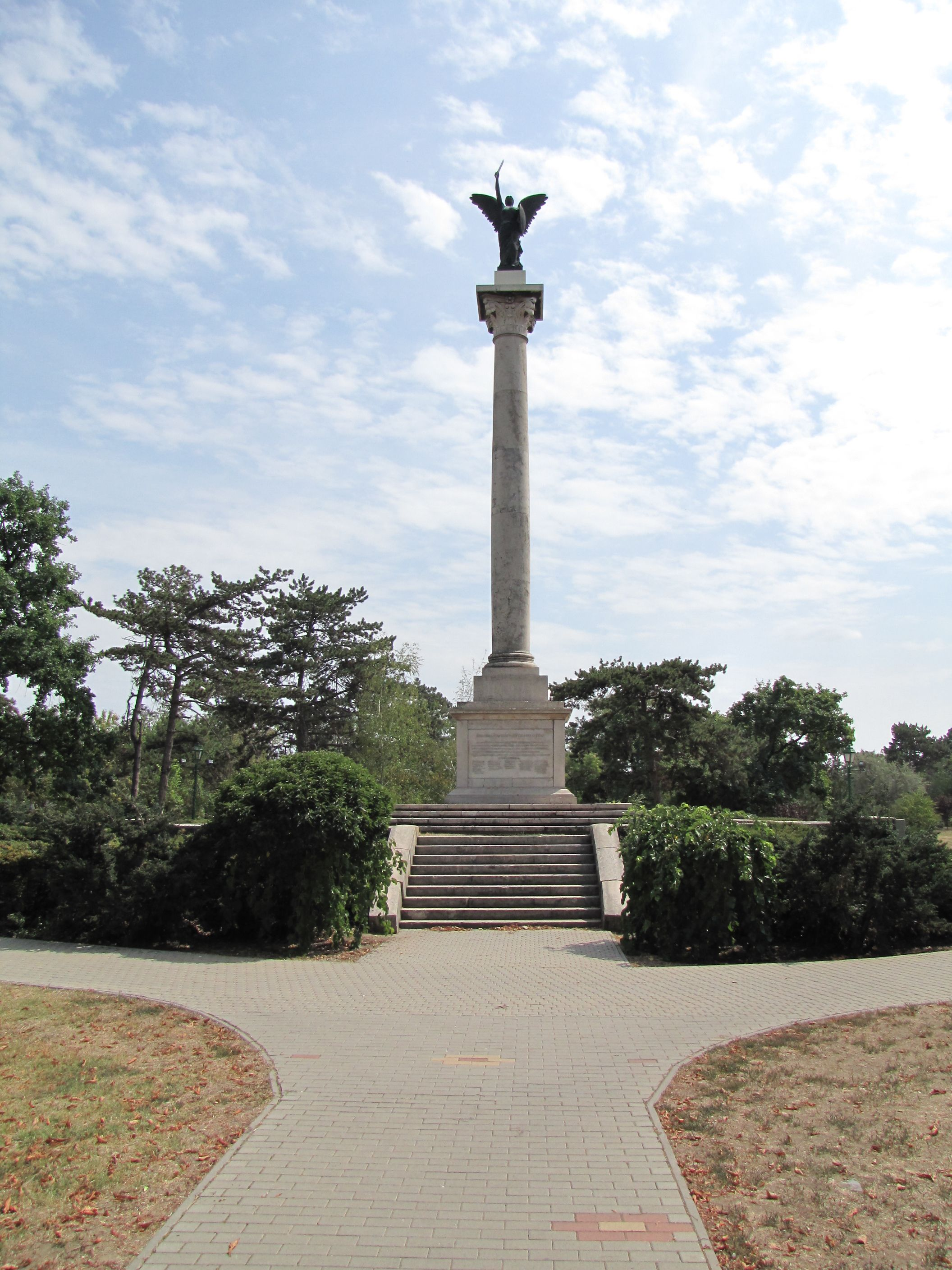
Első világháborús emlékmű a Horthy-ligetben
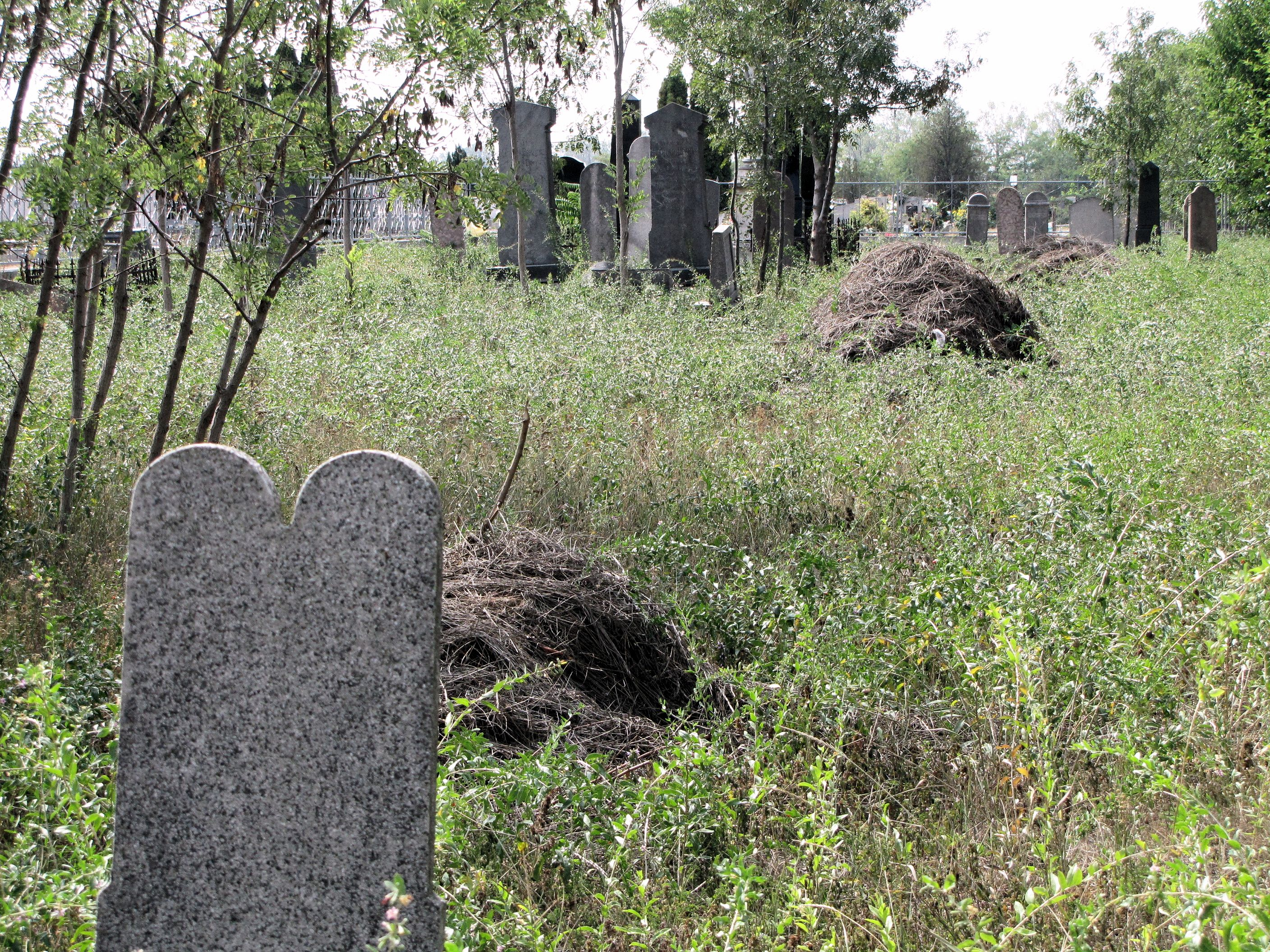
Zsidó temető